# Adelup Point
Adelup Point är en udde i Guam (USA).   Den ligger i huvudstadskommunen Hagåtña, i den västra delen av Guam.